# Revolta din Boemia
Revolta din Boemia sau revolta boemă (în germană Böhmischer Aufstand, în cehă České stavovské povstání; 1618–1620) a fost o revoltă a stărilor boeme (domnești, cavalerești și burgheze) împotriva stăpânirii dinastiei Habsburgilor cu care a început Războiul de Treizeci de Ani. A fost cauzată atât de dispute religioase, cât și de lupte pentru putere. Stările erau aproape în întregime protestante, în mare parte husiți adepți ai utraquism-ului⁠(d), dar a existat și o populație germană substanțială care a susținut luteranismul. Disputa a culminat, după mai multe lupte, cu bătălia finală de la Muntele Alb, unde stările au suferit o înfrângere decisivă. Aceasta a dus la reintroducerea catolicismului în Țările Cehe, dar a mărit și sfera Războiului de 30 de ani atrăgând și Danemarca cu Suedia în conflict. Războiul s-a extins în restul Europei și a devastat zone vaste din Europa Centrală, inclusiv țările cehe, care au fost în mod deosebit afectate de atrocitățile sale violente.

## Revolta
Fără moștenitori, împăratul Matia I a căutat să asigure o tranziție ordonată în timpul vieții sale, avându-l pe moștenitorul său dinastic (ferocele arhiduce catolic Ferdinand de Stiria, mai târziu Ferdinand al II-lea al Sfântului Imperiu Roman) ales pe tronurile regale separate ale Boemiei și Ungariei. Unii dintre liderii protestanți din Boemia s-au temut că își vor pierde drepturile religioase care le-au fost acordate de împăratul Rudolf al II-lea în Scrisoarea Majestății (1609). Ei l-au preferat pe protestantul Frederic al V-lea, elector palatin (succesorul lui Frederic al IV-lea, creatorul Uniunii Protestante). Cu toate acestea, alți protestanți au susținut poziția adoptată de catolici, iar în 1617, Ferdinand a fost ales legal de către moșiile din Boemia pentru a deveni prinț moștenitor și automat, după moartea lui Matthias, următorul rege al Boemiei .

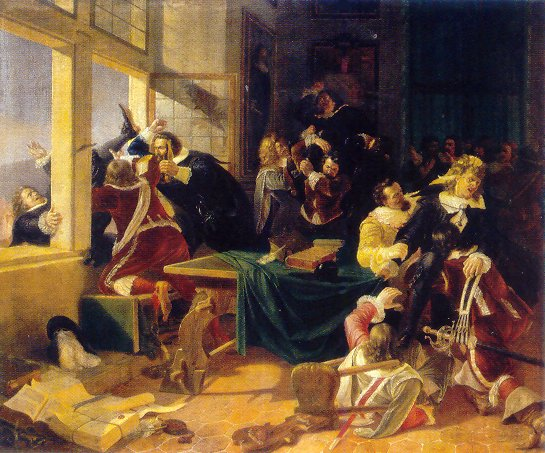
Defenestrația de la Praga din 1618, pictură de din 1844

În mai 1618, regele ales a trimis doi consilieri catolici (Vilem Slavata din Chlum și Jaroslav Bořita din Martinice) ca reprezentanți ai săi la Castelul din Praga. Ferdinand a dorit astfel ca cei doi să administreze guvernul în lipsa sa. La 23 mai, o adunare de protestanți i-a capturat și i-a aruncat (împreună cu secretarul Filip Fabricius⁠(d)) pe fereastra palatului, care avea aproximativ 17 metri înălțime. Remarcabil, cu toate că s-au accidentat grav, au supraviețuit. Acest eveniment, cunoscut uneori ca a treia defenestrație de la Praga, a declanșat revolta boemă. Curând, revolta s-a răspândit în toate Țările Coroanei boeme, inclusiv în Boemia, Silezia, Lusația Superioară și Inferioară și Moravia. Moravia era deja implicată într-un conflict între catolici și protestanți. Conflictul religios s-a răspândit în cele din urmă în toată Europa, implicând Franța, Suedia și multe alte țări.
Dacă revolta boemă ar fi rămas un conflict local, războiul s-ar fi putut termina în mai puțin de treizeci de luni. Cu toate acestea, moartea împăratului Matia i-a încurajat pe liderii protestanți rebeli. Slăbiciunile lui Ferdinand (acum oficial pe tronul Boemiei după moartea împăratului Matia), cât și ale boemilor înșiși au dus la răspândirea războiului în vestul Germaniei. Ferdinand a fost obligat să-și cheme vărul, regele Filip al III-lea al Spaniei, în ajutor. Coroana spaniolă avea interese în menținerea monarhiei habsburgice ca aliat stabil; pentru o rută critică de aprovizionare, „Drumul Spaniol”, extins de la Mediterana până la Bruxelles. În acest scop au investit o sumă enormă de aur în angajarea unor companii libere și de mercenari.
Boemii, în căutarea disperată a unor aliați împotriva regelui Ferdinand, au solicitat să fie admiși în Uniunea Protestantă, care era condusă de candidatul lor inițial la tronul Boemiei, calvinistul Frederic al V-lea, elector palatin . Boemii au sugerat că Frederic va deveni rege al Boemiei dacă le-ar permite să se alăture Uniunii și să intre sub protecția sa. Cu toate acestea, oferte similare au fost făcute de alți membri ai moșiilor boeme către ducele de Savoia, electorul de Saxonia și prințului Transilvaniei. Austriecii, care se pare că ar fi interceptat fiecare scrisoare care a părăsit Praga, au făcut publice aceste duplicități. Acest lucru a anulat o mare parte din sprijinul pentru boemi, în special la curtea din Saxonia. Drept urmare, Ferdinand nu a avut nicio dificultate în a-și asigura alegerea sa ca Sfânt Împărat Roman la alegerile imperiale din 1619, ceea ce i-a întărit foarte mult poziția.
Chiar și Iacob I al Angliei a refuzat să-l sprijine pe Frederick, în ciuda faptului că soția lui era fiica lui Iacob. În general, Anglia a fost criticată pentru neintervenția sa în Războiul de 30 de ani. În ciuda acestor probleme legate de găsirea unui sprijin, revolta i-a favorizat inițial pe boemi. Li s-au alăturat în revoltă o mare parte din Austria Superioară, a cărei nobilime era atunci în principal luterană și calvină. Austria Inferioară s-a revoltat la scurt timp după aceea, iar în 1619, contele Jindřich Matyáš Thurn⁠(d) a condus o armată până la zidurile Vienei.

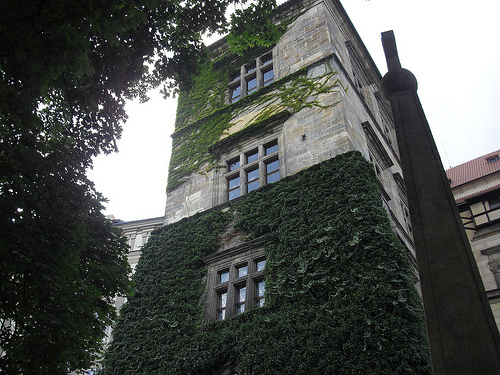
Fereastra (etajul doi) unde a avut loc a doua defenestrație. A se observa monumentul din dreapta turnului castelului.

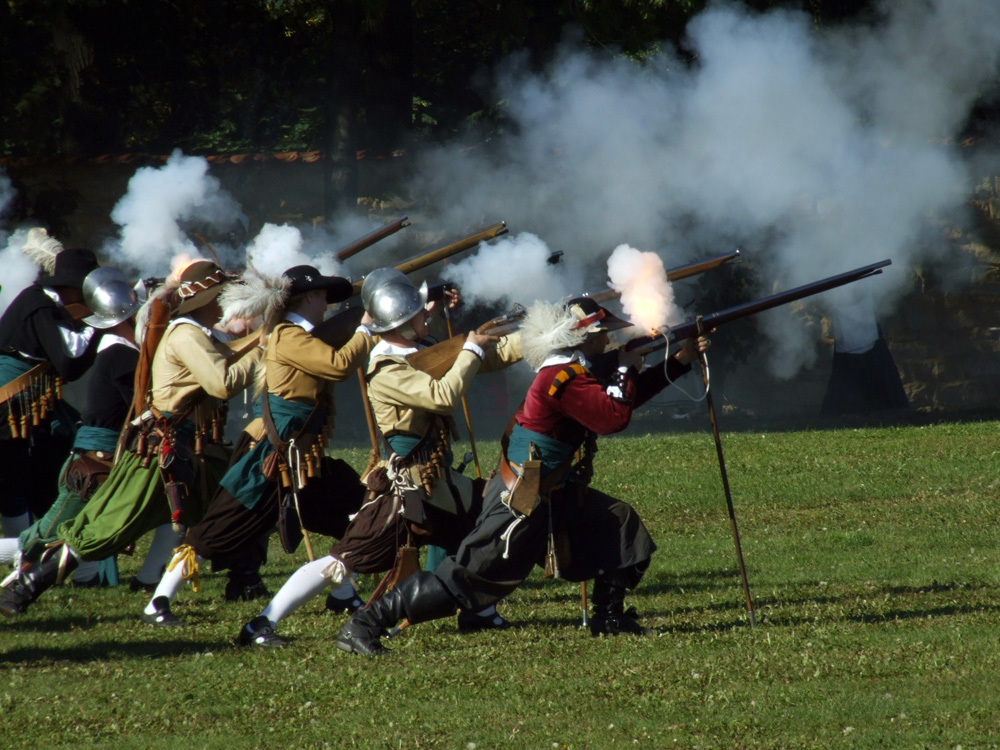
Recreere istorică a Bătăliei de la Muntele Alb.

## Înfrângerea revoltei

Pictură contemporană care arată Bătălia de la Muntele Alb (1620), unde forțele pro-habsburgice sub conducerea lui Johann Tserclaes, contele de Tilly, a câștigat o victorie decisivă.

Spaniolii au trimis o armată de la Bruxelles sub conducerea lui Ambrogio Spinola⁠(d) pentru a-l sprijini pe regele Ferdinand. În plus, ambasadorul Spaniei la Viena, Don Íñigo Vélez de Oñate, a convins Saxonia protestantă să intervină împotriva Boemiei în schimbul controlului asupra Lusației, în plus ei urmau să investească aproape două milioane de ducați în furnizarea și plata atât a armatei, cât și a contingentelor acesteia de companii libere. Sașii au invadat, iar armata spaniolă din vest a împiedicat forțele Uniunii Protestante să ofere ajutor. Oñate a conspirat pentru a transfera titlul electoral din Palatinat ducelui de Bavaria în schimbul sprijinului său și al Ligii Catolice.
Armata Ligii Catolice sub conducerea lui Johan Tzerclaes, Conte de Tilly (care l-a inclus pe René Descartes în rândurile sale ca observator) a pacificat Austria Superioară, în timp ce forțele imperiale sub conducerea contelui de Bucquoy au pacificat Austria Inferioară. Cele două armate s-au unit și s-au mutat spre nord, în Boemia. Ferdinand al II-lea l-a învins decisiv pe Frederic al V-lea în Bătălia de la Muntele Alb, lângă Praga, la 8 noiembrie 1620. Pe lângă faptul că va deveni aproape în întregime catolică, Boemia avea să rămână în mâinile Habsburgilor timp de aproape trei sute de ani.
Această înfrângere a dus la dizolvarea Uniunii Protestante și la pierderea proprietăților lui Frederic al V-lea. Frederic a fost pus sub interdicție imperială și scos în afara legii din Sfântul Imperiu Roman. Teritoriile sale, Palatinatul Renan, au fost date nobililor catolici. Titlul său de elector al Palatinatului i-a fost dat vărului său îndepărtat, ducele Maximilian de Bavaria. Frederick, acum fără proprietăți, a devenit un exilat proeminent în străinătate și a încercat să obțină sprijin pentru cauza sa în Suedia, Țările de Jos și Danemarca.
Aceasta a fost o lovitură gravă pentru ambițiile protestante din regiune. Pe măsură ce revolta s-a prăbușit, confiscarea pe scară largă a proprietăților și suprimarea nobilimii boeme au făcut că țara să fie catolică după mai bine de două secole de disidențe religioase și husită. Monarhia electivă a fost abolită în favoarea succesiunii ereditare și privilegiile acordate prin Scrisoarea Majestății au fost revocate. Cu toate acestea, în timp ce Boemia a fost efectiv anexată de coroană, alte regiuni își vor continua revolta timp de câțiva ani.